# 馬克·穆爾德
馬克·艾蘭·穆爾德（英語：Mark Alan Mulder，1977年8月5日—），為前美國職棒大聯盟的投手，生涯曾效力過運動家與紅雀兩隊。他生涯共入選過2次明星賽。

## 職業生涯

### 奧克蘭運動家
1998年大聯盟選秀，穆爾德以選秀榜眼之姿加盟運動家。他在小聯盟發展相當快速，2000年4月18日，穆爾德成功登上大聯盟。由於他當時年僅22歲，加上在小聯盟經驗不滿兩年，因此他在菜鳥年馬上接受大聯盟打者的震撼教育。整季他拿下9勝10敗，防禦率5.44。
2001年，穆爾德拿下美聯最多的21勝。他和貝瑞·齊托、提姆·哈德森也組成運動家的三巨投。最後穆爾德在賽揚獎票選上拿下第二名，僅次於羅傑·克萊門斯。2002年，穆爾德拿下19勝，並投出生涯新高的159次三振。2003年，儘管受到傷勢影響，穆爾德仍舊拿下15勝，防禦率3.13為生涯最佳。2004年上半季，穆爾德表現強勢，順利入選明星賽。但他在下半季表現下滑，最後運動家在球季結束後將穆爾德交易到紅雀，換來丹·哈倫、Kiko Calero和Daric Barton。
運動家靠著三巨投連續四年闖進季後賽，穆爾德也先發4場比賽，雖然吞下2敗，但是防禦率僅2.25。

### 聖路易紅雀
2005年，穆爾德拿下16勝8敗，防禦率3.64。紅雀也打到國聯冠軍賽才敗下陣來。2006年開季，穆爾德拿下5勝1敗，防禦率3.69。不過他從5月中之後連吞6敗，防禦率暴漲到6.09。後來他因為旋轉肌和肩膀受傷進入傷兵名單。8月23日，穆爾德睽違兩個月後重返大聯盟，結果他僅投3局失9分吞敗。
穆爾德因為進行手術而無法隨隊參與季後賽，2007年，穆爾德已經不在紅雀的未來藍圖內。雖然球隊試圖將他交易到印地安人或遊騎兵，不過他最後仍和紅雀續約。結果他先發2場全部吞敗，防禦率高達12.27。後來他又再次進行手術，儘管球隊對他隔年球季傷癒回歸有信心，但他仍錯過2008年的春訓。6月30日，穆爾德回到大聯盟，並投了1局無失分。7月9日，穆爾德首次先發，結果他在三振吉米·羅林斯後連丟8顆壞球。之後他在一次牽制弄傷肩膀，最終提前退場。
2008年球季結束後，紅雀決定不和穆爾德續約。2010年6月15日，穆爾德宣布正式退休。

### 2014年東山再起
2013年季後賽，穆爾德看了道奇左投Paco Rodriguez的投球姿勢後，決定模仿其姿勢，並試圖挑戰職棒最高殿堂。2013年11月，穆爾德和天使簽下小聯盟約，並受邀參加春訓。
儘管穆爾德在春訓表示自己的肩膀狀況比之前更好，但他卻在2月15日弄傷阿基里斯腱。最後天使在3月11日將他釋出。

## 生涯投球成績
| 勝投 | 敗投 | 防禦率 | 出賽場次 | 先發 | 完投 | 完封 | 投球局數 | 安打 | 失分 | 自責分 | 全壘打 | 保送 | 三振 | 暴投 | 觸身球 |
| ---- | ---- | ------ | -------- | ---- | ---- | ---- | -------- | ---- | ---- | ------ | ------ | ---- | ---- | ---- | ------ |
| 103  | 60   | 4.18   | 205      | 203  | 25   | 10   | 1314.0   | 1352 | 657  | 611    | 141    | 412  | 834  | 47   | 50     |

## 外部連結
- 球員資訊和成績在MLB，ESPN，Baseball-Reference，Fangraphs（英文）
- 馬克·穆爾德在台灣棒球維基館上的頁面（繁體中文）

| 奖项与成就            | 奖项与成就                | 奖项与成就       |
| --------------------- | ------------------------- | ---------------- |
| 前任： Esteban Loaiza | 美聯明星賽先發投手 2004年 | 繼任： 馬克·柏利 |